# Jeff Peterson
Jeff Peterson, nome d'arte di Jeffrey Daniel Peterson, (Denver, 24 gennaio 1978), è un attore statunitense.

## Biografia
Jeff Peterson esordisce come attore nel 1999 nel film Ancient Evil: Scream of the Mummy.
Dopo aver recitato in alcune serie televisive, come E.R. - Medici in prima linea e NCIS - Unità anticrimine nel 2005 si è ritirato dal mondo del cinema.

## Vita privata
Il 9 maggio 2004 ha sposato Jocelyn Donegan.

## Filmografia
- Ancient Evil: Scream of the Mummy (1999)
- E.R. - Medici in prima linea (ER), nell'episodio "Un tragico scherzo" (1999)
- The Game, regia di David DeCoteau (2000) - Uscito in home video
- Task Force 2001 (2000) Uscito in home video
- Undressed (Undressed), nell'episodio "Intervention" (2001)
- NCIS - Unità anticrimine (Navy NCIS), nell'episodio "Gli immortali" (2003)
- Ring of Darkness - Il cerchio del diavolo (Ring of Darkness) (2004)
- Huff (Huff), nell'episodio "Distrazioni coniugali" (2005)